# Sophie Henschel

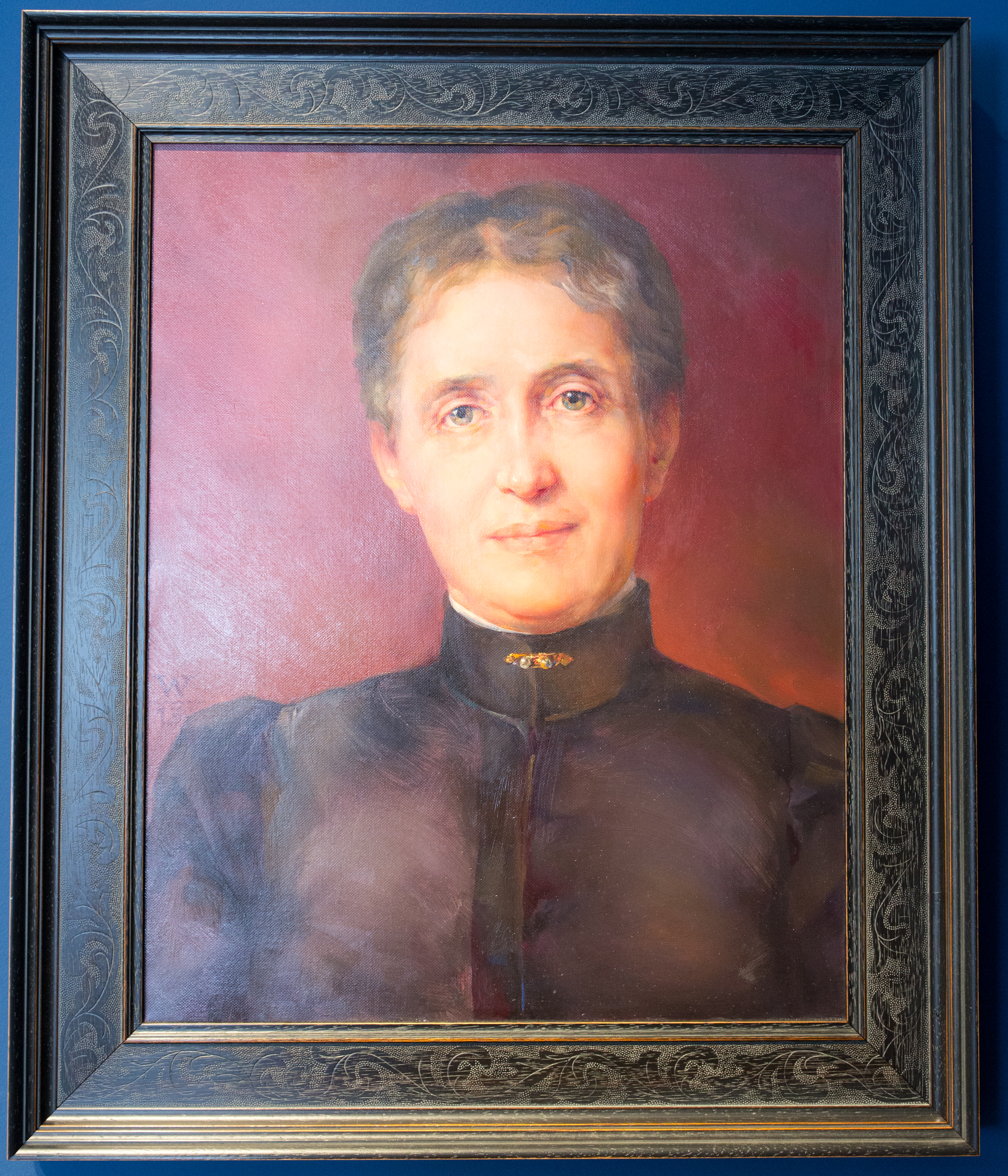
Sophie Henschel, Gemälde von Christoph Wetzel im Brandenburg-Preußen Museum

Sophie Henschel (* 11. November 1841 auf Gut Rothenhoff als Caroline Elisabeth Francisca Sophie Caesar; † 5. Februar 1915 in Kassel) war eine deutsche Unternehmerin und Mäzenin.

## Leben
Sophie Henschel wurde 1841 auf Gut Rothenhoff im Kreis Minden geboren. Sie wuchs mit neun Geschwistern auf. Nach dem frühen Tod des Vaters zog sie zusammen mit ihrer Mutter 1851 nach Kassel. Hier lernte sie auf einem Ball den Unternehmer Oscar Henschel (1837–1894) kennen, den sie am 21. Juni 1862 heiratete. Henschel war Inhaber der Maschinenfabrik Henschel & Sohn.
Da sie stets regen Anteil an der Unternehmenspolitik und allen betrieblichen Entscheidungen nahm, konnte sie nach dem Tod ihres Mannes 16 Jahre lang die Leitung der Firma ausüben. Neben der unternehmerischen Tätigkeit schuf sie viele soziale betriebliche Einrichtungen. Anfang des 20. Jahrhunderts gehörte sie zu den wohlhabendsten Frauen im Deutschen Kaiserreich.
Sie engagierte sich für soziale Belange der Stadt und gründete hier 1869 eine Kreisgruppe des Vaterländischen Frauenvereins, als deren Vorsitzende sie bis zu ihrem Tod amtierte.
Der 1912 enthüllte Henschelbrunnen in Kassel wurde von ihr gestiftet.

## Ehrungen

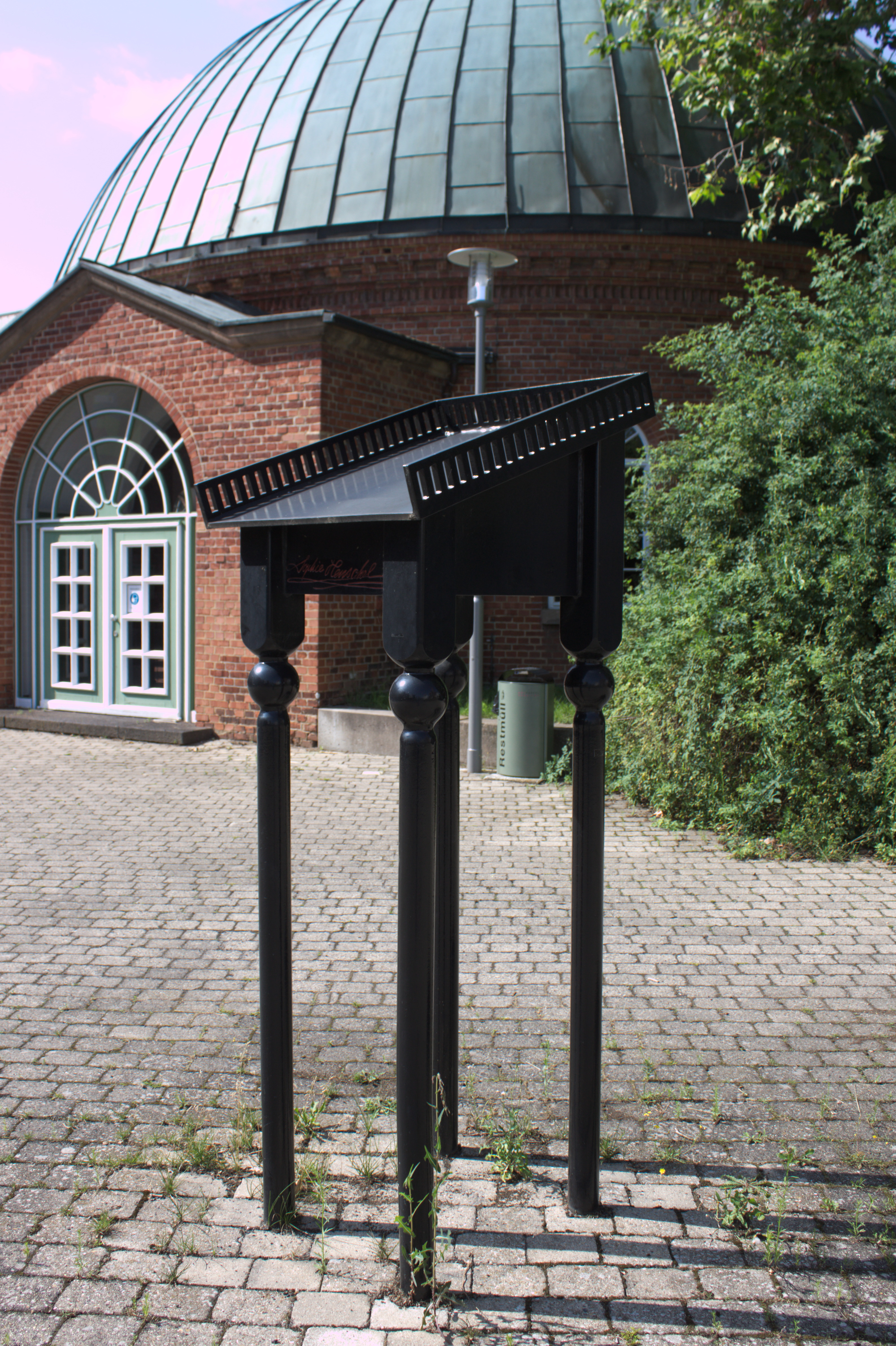
Denkmal vor dem Sophie-Henschel-Haus

Sophie Henschel wurde mit dem Wilhelm-Orden ausgezeichnet, den sie aus der Hand der Kaiserin Auguste Viktoria erhielt.
1924 wurde auf dem Sophie-Henschel-Platz vor dem Rot-Kreuz-Krankenhaus in Kassel-Wehlheiden eine Brunnenanlage zur Erinnerung an Sophie Henschel eingeweiht. Teile des Brunnens sowie die Inschrift wurden bei der Neugestaltung 1954 entfernt. 2013 rief das Henschel-Museum zu Spenden auf, um den Brunnen wieder herzurichten, damit er wieder an die Unternehmerin erinnert.
2004 wurde das Forschungsgebäude des Instituts für Werkstofftechnik der Universität Kassel in der Mönchebergstraße 3 Sophie-Henschel-Haus genannt. Seit diesem Jahr verleiht das Institut für Werkstofftechnik an Persönlichkeiten, die sich in Lehre und Forschung des Instituts besondere Verdienste erworben haben, die Sophie-Henschel-Medaille.
2007 wurde vor dem Sophie-Henschel-Haus ein von Hildegard Jaekel gestaltetes Denkmal für Sophie Henschel in Form eines Stehpults aus Stahl aufgestellt.
Am 7. Juli 2021 wurde eine Skulptur der New Yorker Künstlerin Linda Cunningham in Kassel am Platz der 11 Frauen eingeweiht, die auch Sophie Henschel ehrt.

## Kinder
Ihrer Ehe mit Oscar Henschel entstammten drei Töchter und ein Sohn:
- Erna (1863–1921), verheiratet mit Ernst von Kieckebusch (1845–1913), preußischer Oberst
- Luise (1865–1951),  verheiratet mit Alexander von Keudell (1861–1939), Landrat in Eschwege, Präsident der Landwirtschaftskammer Hessen
- Elisabeth, verheiratet mit Paul von Schelling
- Karl (1873–1924), Unternehmer, verheiratet mit Hildegard Marie Julie von Scheffer

## Sonstiges
- „Für alle Aufgaben auf dem Gebiete der städtischen Entwicklung, der Volksfürsorge und der Kunst hatte sie einen klaren Blick, ein warmes Herz und eine offene Hand. Was sie an Werken barmherziger Hilfe vielen unserer Mitbürger geleistet, ist weit mehr als jemals öffentlich bekannt werden wird.“ So würdigte die Stadt Kassel in der Traueranzeige die Verdienste von Sophie Henschel.
- Aus dem Leser-Aufruf der Hessischen Allgemeinen im Jahre 2003 (Wählen Sie die besten Kasseler) ging Sophie Henschel mit klarem Abstand als Siegerin hervor.